# Ancistrolepis vietnamensis
Ancistrolepis vietnamensis is een slakkensoort uit de familie van de Buccinidae. De wetenschappelijke naam van de soort is voor het eerst geldig gepubliceerd in 1990 door Sirenko & Goryachev.